# Blake Harper
Blake Harper —pseudònim de Peter Tiefenbach— (Windsor, Ontario, 19 d'octubre de 1968) és un actor porno gai canadenc.

## Biografia
Treballava com a infermer diplomat fins 1989 quan un representant li va aconseguir una entrevista amb Steven Scarborough de Hot House Entertainment. Scarborough li va oferir rodar una pel·lícula de cinema pornogràfic gai. Amb el temps va aparèixer en al voltant de 60 pel·lícules adultes en un lapse de 7 anys. Aviat va aconseguir una gran popularitat per les seves qualitats físiques.
Entre les seves parelles cinematogràfiques destaquen Jason Branch i Colton Ford amb qui va mantenir una relació sentimental que van finalitzar uns anys després. Com a actor porno ha destacat per la seva versatilitat, somriure i ulls brillants. Físicament està classificat en els musclebear, així com la majoria de les seves parelles de rodatge.
El 1999 guanya el premi al millor actor als Grabby Awards i el 2001 el premi al millor artista gai de l'any. El 2005 fa el documental Naked Fame on es retira del món de la pornografia. Harper es retira de la indústria i torna a treballar a la sanitat, en un hospital del Canadà.